# Schuppenameisenpitta
Der Schuppenameisenpitta (Grallaricula loricata) ist eine wenig erforschte Vogelart aus der Familie der Ameisenpittas (Grallariidae). Er bewohnt ein kleines, unzugängliches Verbreitungsgebiet in den Küstengebirgen Venezuelas, wo er im Unterholz feuchter Bergwälder angetroffen werden kann. Die Art gilt in ihrem Fortbestehen als „potenziell gefährdet“.

## Merkmale

### Körperbau und Aussehen
Der Schuppenameisenpitta ist ein kleiner Vogel, der ausgewachsen nur eine Größe zwischen 10 und 11 cm erreicht, das Gewicht liegt bei 18 bis 24 g. Der Körperbau entspricht mit kurzen Flügeln, einem dicken Hals und einem fast nicht zu sehenden Schwanz dem eines typischen Vertreters der Gattung. Die langen, dünnen Beine setzen weit hinten am Körper an, was zu einer vergleichsweise aufrechten Haltung führt. Ein äußerlich erkennbarer Sexualdimorphismus liegt beim Schuppenameisenpitta nicht vor. Die Färbung des Gefieders ist im Vergleich zu verwandten Arten recht auffällig. Rücken, Rumpf, Oberschwanzdecken und Steuerfedern sind olivbraun gefärbt. An der Oberseite der Flügel zeigen die Arm- und Handdecken rotbraune Töne, mit Ausnahme der großen Armdecken, die eher ins Bronzefarbene tendieren und nur schmale, rötlich-braune Säume besitzen. Die Schwungfedern sind gelblich-grau gefärbt, mit schmalen, bronzefarbenen Rändern. Die Außenfahne des Daumenfittichs und der Saum der äußersten Schwungfeder heben sich hiervon in einem kräftigen Gelbbraun ab. Die Unterseite der Schwungfedern ist einheitlich gelblich Grau, wobei sich an den Innenfahnen breite, gelbbraune Säume finden. An den Deckfedern des Unterflügels wird das Gelbbraun dominanter, graue Akzente finden sich nur noch an den Rändern der Federn. Nacken und Haube sind haselnuss- bis rotbraun gefärbt, wobei die Schäfte der Federn in diesem Bereich sehr dunkel sind, was für ein dezentes Streifenmuster sorgt. Stirn, Zügel sowie der Bereich hinter den Augen sind olivbraun, mit variablen rotbraunen Anteilen. Die Augenringe sind gelbbraun. Von der Basis des Schnabels bis zur Kehle ziehen sich zwei breite, seitliche Streifen im selben Farbton. Die übrige Kehle und das Kinn sind etwas dunkler gefärbt. Im oberen Brustbereich und an den Flanken findet sich eine kräftige, maisgelbe Grundfärbung, die zur Mitte und in Richtung Bauch an Intensität verliert und eher ins cremefarbene übergeht. An der Brust sind die Federn außerdem dick in schwarz bis olivgrün gesäumt, was dem Bereich das namensgebende, geschuppte Aussehen verleiht. Die obere Mandibel des kurzen, geraden Schnabel ist komplett schwarz, an der unteren findet sich nur eine schwarze Spitze, während die Basis gelb gefärbt ist. Beine und Füße sind pink mit leicht grauem Einschlag. Die Iris des Auges ist dunkelbraun gefärbt. Anders als bei den meisten verwandten Arten ist beim Schuppenameisenpitta der Zeitpunkt der Mauser bekannt, die sich von August bis Dezember erstreckt, der genaue Ablauf ist jedoch bislang noch unbeschrieben.

### Jungvögel
Junge Schuppenameisenpittas im Jugendkleid unterscheiden sich vor allem durch eine kräftigere rotbraune Färbung an Haube und Nacken von älteren Artgenossen. Der leicht gestreift wirkende Eindruck fehlt bei ihnen noch völlig. Der Gesichtsbereich tendiert noch eher zu Olivtönen. Darüber hinaus sind die Markierungen an der Brust etwas heller und weniger ausgeprägt. Der Schnabel ist noch vollständig gelb, die obere Mandibel ist dabei kaum dunkler als die untere.

## Habitat und Verhalten
Der Schuppenameisenpitta bewohnt ganzjährig sehr feuchte Wolken- und Nebelwälder, wo er in dichten und halboffenen Bereichen des Unterholzes gefunden werden kann. Offene, von Gräsern dominierte Areale meidet er. Der Großteil seines Lebens spielt sich in den unteren Etagen des Waldes in einer Höhe von 0,3 bis 1,0 m über dem Erdboden ab, den die Vögel jedoch so gut wie nie direkt betreten. Schuppenameisenpittas leben allein oder in Paaren, wobei das Verhalten der Männchen – insbesondere als Reaktion auf ihnen vorgespielte Gesänge anderer Männchen – auf eine gewisse Territorialität hindeutet. Dabei heben die Männchen ihre Köpfe und stellen die Federn ihrer Haube auf, während sie offenbar nach der Quelle des Gesangs Ausschau halten. Auseinandersetzungen zwischen einzelnen Vögeln konnten jedoch bislang nicht direkt beobachtet werden. Voneinander unabhängige Zählungen im Nationalpark Henri Pittier und in der Sierra de Aroa ergaben für die Territorien eine geschätzte Größe zwischen 8.000 und 10.000 m². Schuppenameisenpittas zeigen ein für alle Vertreter der Gattung typisches Verhalten unbekannter Funktion, bei dem sie ihren unteren Körper in eine rhythmische Drehbewegung versetzen, während der Rest des Körpers bewegungslos bleibt. Die Vögel sind offenbar vorwiegend in der Dämmerung aktiv, während der Tagstunden gelten sie als eher träge. Vor Menschen zeigen sie allgemein keine große Scheu. Die Art gilt als Standvogel, der sich nicht an den saisonalen Vogelzügen beteiligt.

### Ernährung
Ernährung und Jagdverhalten der Art sind bislang nur selten dokumentiert worden. Es scheint sich jedoch um reine Insektenfresser zu handeln, deren Speiseplan unter anderem aus Asseln, Spinnentieren, Käfern, Wespen und den Raupen von Schmetterlingen besteht. Ihre Nahrung finden sie hauptsächlich auf Zweigen und Ästen, die sie systematisch nach Fressbarem absuchen. Besonders gern scheinen sie dabei mit ihren Schnäbeln in Moosklumpen, die auf der Vegetation wachsen, zu stochern.

### Fortpflanzung
Die Brutbiologie der Art war lange Zeit unbeschrieben, bis im Jahr 2013 erstmals zwei aktive sowie fünf inaktive Nester im venezolanischen Bundesstaat Yaracuy gefunden werden konnten. Diese waren in Höhen zwischen 55 und 119 cm über dem Erdboden angelegt worden und befanden sich in Gebieten mit vergleichsweise lichtem Unterwuchs. Als Nistplatz dienen offenbar eher instabile Orte wie die Gabeln kleiner Zweige oder an den Seiten größerer Bäume wachsende Farne. Um einen Untergrund für das eigentliche Nest zu schaffen, arrangieren die Vögel zunächst bis zu 100 cm lange, gerade Zweige oder Blattstiele zu einer Plattform, auf die dann das Nest aufgesetzt wird. Dieses besteht aus Moosen, die mit Wurzelfasern und dunklen Pflanzenfasern zu einer flachen, tassenförmigen Konstruktion verwoben werden. Für die beiden bisher vermessenen Nester ergaben sich Durchmesser von 111 × 108 mm beziehungsweise 115 × 110 mm und Höhen von 38 und 40 mm. Die beobachtete Gelegegröße lag bei beiden aktiven Nestern bei jeweils zwei Eiern. Ihre Schale zeigt eine weiße Grundfarbe und ist mit einigen wenigen Tupfern und Flecken in verschiedenen Braun- und Lavendeltönen gesprenkelt. Größe und Gewicht wurden bislang nicht erfasst. Die Nestlinge tragen ein dichtes, an Wolle erinnerndes Daunenkleid in rot- oder rostbraunen Farbtönen. Als erste „echte“ Federn erscheinen die Schwungfedern an den Flügeln. Die Dauer der Nestlingsphase ist nicht genau bekannt, liegt aber zumindest bei mehr als 12 Tagen. Die bisher gemachten Beobachtungen legen nahe, dass sich beide Altvögel gleichermaßen am Brutgeschäft beteiligen. Der Zeitraum der Brutzeit erstreckt sich mindestens von März bis Juni, womit er mit der trockensten Zeit des Jahres in der Region zusammenfallen würde. Der Zeitpunkt der Mauser sowie die Beobachtung von Vögeln mit vergrößerten Gonaden – ein Anzeichen für die Brutbereitschaft – außerhalb dieses Zeitraums, sind jedoch Indizien dafür, dass Schuppenameisenpittas möglicherweise das ganze Jahr über brüten.

### Stimme
Die Lautäußerungen des Schuppenameisenpittas sind nur unvollständig bekannt. Der am häufigsten gehörte Ruf ist ein als „melancholisch“ beschriebenes shiiiuu, das entweder etwa drei bis fünf Mal hintereinander wiederholt oder in Abständen von jeweils circa drei Sekunden vorgetragen wird. Von Männchen ist außerdem eine langgezogenere und zum Ende hin abfallende Variante dieses Lauts bekannt, die wahrscheinlich bei der Abgrenzung des eigenen Territoriums zum Einsatz kommt. Darüber hinaus existiert ein weicher, nasaler Laut, der als Kontaktruf zwischen Paaren interpretiert wird.

## Verbreitung und Gefährdung

Bekanntes Verbreitungsgebiet des Schuppenameisenpittas

Der Schuppenameisenpitta ist ein endemischer Bewohner der venezolanischen Cordillera de la Costa. Gesicherte Nachweise liegen aus einem kleinen Areal zwischen dem Bundesstaat Falcón im Westen und dem Distrito Capital im Osten vor, wobei das dazwischenliegende Verbreitungsgebiet jedoch wohl nicht zusammenhängend ist. Gemeldete Sichtungen der Art aus weiter östlich gelegenen Regionen gelten allesamt als umstritten, wobei eine Präsenz bis in etwa an die Grenze zwischen Vargas und Miranda zumindest als wahrscheinlich angesehen wird. Schuppenameisenpittas sind reine Hochlandbewohner, die auf Höhenlagen zwischen 800 und 2200 m vorkommen. Die IUCN stuft die Art mit Stand 2016 als „potenziell gefährdet“ (Status near threatened) ein. Obwohl innerhalb des begrenzten Verbreitungsgebiets noch immer verhältnismäßig große Flächen unberührten Primärwalds existieren, gilt der Verlust seines Lebensraums als größte Bedrohung für den Fortbestand des Schuppenameisenpittas. Insbesondere rund um die venezolanische Hauptstadt Caracas sind die Wälder einem beständigen Druck durch die schnell wachsende Bevölkerung ausgesetzt. Obwohl keine genauen Schätzungen der Populationszahlen vorliegen, sind die Bestände der Art erkennbar abnehmend.

## Systematik
Die Erstbeschreibung des Schuppenameisenpittas stammt aus dem Jahr 1857 und geht auf den britischen Zoologen Philip Lutley Sclater zurück. Als wissenschaftlichen Namen der neuen Art vergab er zunächst das Binomen Grallaria loricata. Das Artepitheton stammt dabei aus dem lateinischen und bedeutet in etwa „einen Brustpanzer tragend“. Der Name bezieht sich auf das geschuppt wirkende Gefieder im Brustbereich der Vögel. In seiner ursprünglichen Beschreibung erwähnt Sclater nur ein einzelnes Exemplar aus der Nähe von Caracas als Holotyp, nimmt jedoch in späteren Arbeiten Bezug auf zwei andere Exemplare eher unklarer Herkunft und definiert diese scheinbar stattdessen als Typen der Art. Diese Diskrepanz ist bislang in der Fachliteratur noch ungeklärt. 1858 beschrieb Sclater die neue Gattung Grallaricula, in die er neben drei weiteren Arten auch den Schuppenameisenpitta transferierte. Als Begründung führte er vor allem die deutlich geringere Körpergröße und die verhältnismäßig kürzeren Beine dieser Arten im Vergleich zu anderen Grallaria-Ameisenpittas an. Die Verwandtschaftsverhältnisse innerhalb der Gattung Grallaricula sind bisher nicht im Detail erforscht worden, eine enge Verwandtschaft zu den äußerlich sehr ähnlichen Schmuck- (G. peruviana) und Ockerstirn-Ameisenpittas (G. ochraceifrons) liegt jedoch nahe. Für diese drei Arten steht auch die Möglichkeit im Raum, dass sie eine gemeinsame Superspezies formen könnten. Die Art wird als monotypisch angesehen.